# Otus alfredi
El autillo de Flores (Otus alfredi) es una especie de ave estrigiforme de la familia de los búhos (Strigidae).

## Distribución
Es endémico de las selvas montanas de la mitad occidental de la isla de Flores (Indonesia).

## Estado de conservación
Está amenazada de extinción por la pérdida de hábitat.